# Léon Fairmaire

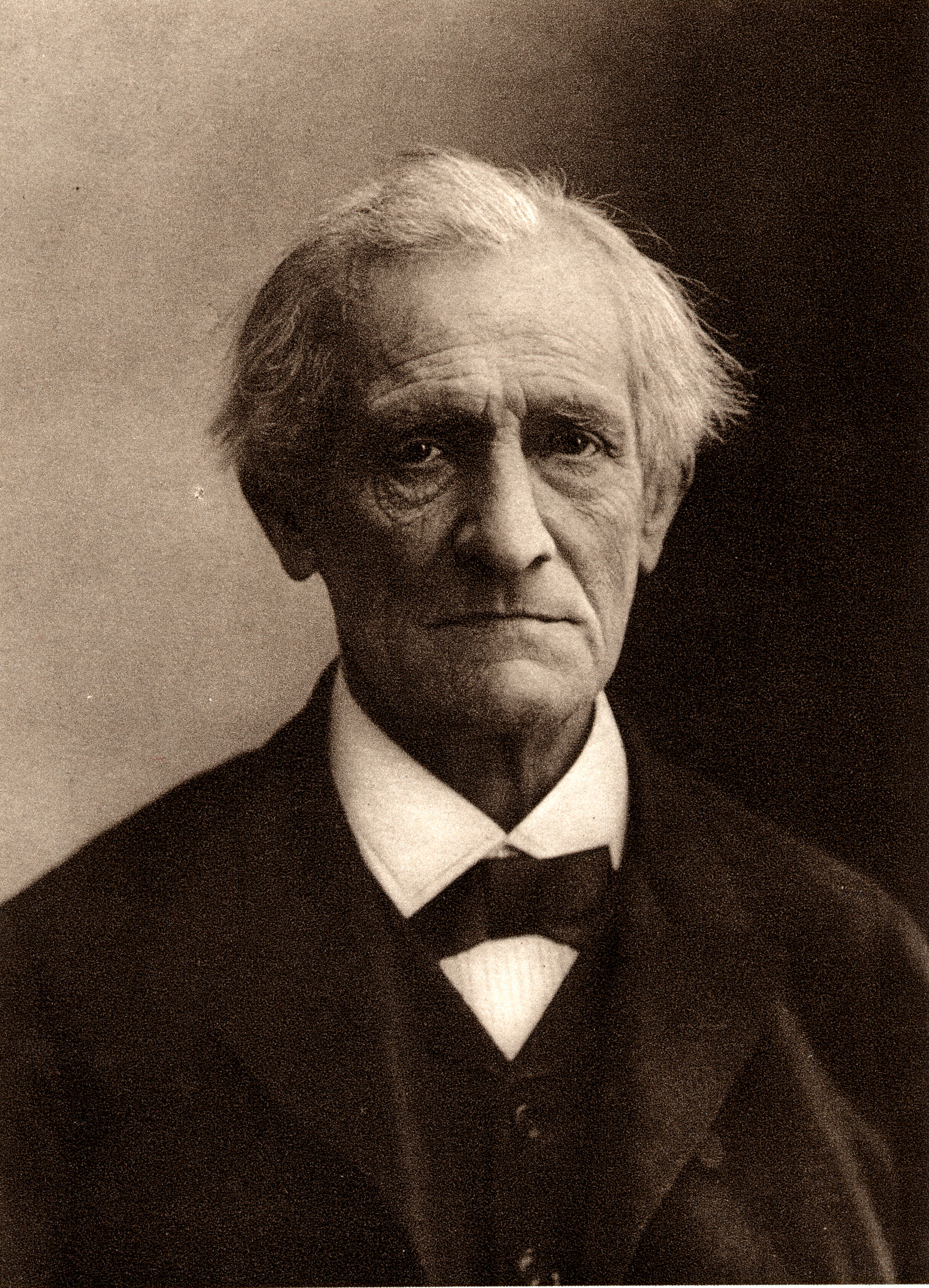
Léon Fairmaire

Léon Marc Herminie Fairmaire (* 29. Juni 1820 in Paris; † 1. April 1906 in Paris) war ein französischer Entomologe. Sein Hauptforschungsgebiet waren die Käfer (Coleoptera). Im Laufe seines wissenschaftlichen Lebens legte er eine umfangreiche Präparatesammlung an, die heute zum Teil im Muséum national d’histoire naturelle, dem Naturkundemuseum in Paris aufbewahrt wird. Er veröffentlichte mehrere Hundert Arbeiten zu den Coleoptera. Im Jahr 1854 und erneut 1891 war er Präsident der Société entomologique de France und im Jahr 1902, nach 60 Jahren Mitgliedschaft wurde er deren Ehrenpräsident.

## Werke
- Genera des coléoptères d'Europe. Paris 1857–1868, doi:10.5962/bhl.title.35866.
- Histoire naturelle de la France. par L. Fairmaire. Paris 1884, doi:10.5962/bhl.title.9324.
- Liste des Coléoptères recueillis en Tunisie en 1883 par A[ristide] Letourneux. Paris 1885, doi:10.5962/bhl.title.53766.
- Hémiptères. Paris 1885, doi:10.5962/bhl.title.36508.